# سیارک ۱۲۰۵۶
سیارک ۱۲۰۵۶ (به انگلیسی: 12056 Yoshigeru، نامگذاری:1997YS11) دوازده هزار و پنجاه و ششمین سیارک کشف شده‌است که در ۳۰ دسامبر ۱۹۹۷ کشف شد.
قدر مطلق سیارک برابر ۱۴٫۶۰ است.